# Лионел Налет
Лионел Налет (фр. Lionel Nallet; 14. септембар 1976) бивши је француски рагбиста. Висок 197 цм, тежак 117 кг, професионалну каријеру је започео 1998. у екипи ЦС Бургоин. Након Бургоина играо је за Олимпик Кастр 2003-2009 (129 мечева, 40 поена), Расинг 92 2009-2012 (60 утакмица, 10 поена) и Олимпик Лион 2012-2015 (75 утакмица и 35 поена). За француску репрезентацију дебитовао је 28. маја 2000. против Румуније и дао есеј. 2008. после повлачења Ибанеза, Налет је именован за капитена француске репрезентације. За "галске петлове" је укупно одиграо 74 тест мечева и постигао 45 поена, 3 пута је са Француском освајао куп шест нација (2006, 2007 и 2010) и играо је у финалу светског првенства 2011.